# Eperjes vasútállomás
Eperjes vasútállomás (szlovákul Železničná stanica Prešov) vasútállomás Eperjes városában, az Eperjesi kerület, Szlovákia harmadik legnagyobb városa.

## Az állomás
Az állomást 1872-ben nyitották meg. Napi helyi és gyorsvonatok járatait szolgálja Pozsony és Kassa irányába.
2017-ben az épületet és a peronokat teljesen felújították. Az állomáson belföldi és nemzetközi jegypénztár, poggyászmegőrző, valamint több büfé, étterem és váró is található.

## Kapcsolódó vasútállomások
A vasútállomáshoz az alábbi állomások vannak a legközelebb: 
- Šarišské Lúky railway station
- Enyicke vasútállomás
- Prešov mesto railway station

## Kapcsolódó vasútvonalak
A vasútállomás a következő vasútvonalak csomópontja:
- Eperjes–Bártfa-vasútvonal
- Eperjes–Homonna-vasútvonal